# Supernova de tipo II

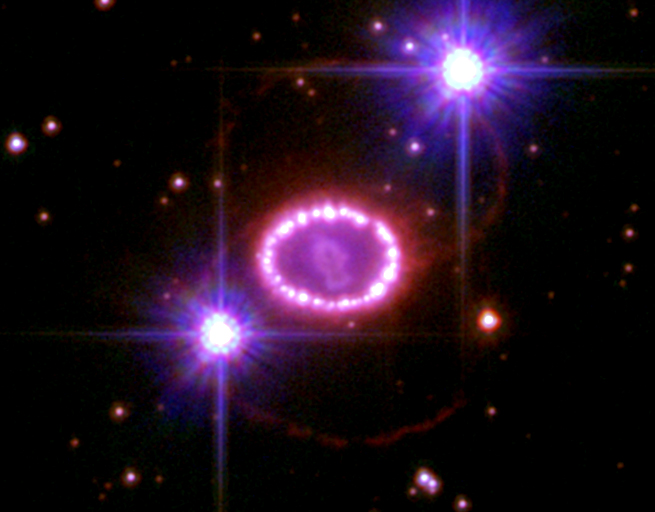
El resto en expansión de SN 1987A, una supernova tipo II-P en la Gran Nube de Magallanes. NASA.

Las supernovas tipo II se producen una vez una estrella masiva agota su combustible nuclear. Esto ocurre cuando los elementos producidos por la fusión no pueden fusionarse con desprendimiento de energía. Este fenómeno se da en los momentos en que el núcleo de una estrella de entre 8 a 40 o 50 masas solares se ha llenado principalmente con hierro y algo de níquel.
Para fusionarse estos elementos requieren del aporte energético. De esta manera el núcleo no puede sostenerse pues la presión de la radiación disminuye drásticamente. Las estrellas se mantienen estables a partir de la compensación entre la fuerza de gravedad, que intenta comprimirlas, con la presión de la radiación, que las fuerza a expandirse, creando un fenómeno denominado equilibrio hidrostático. Entonces, cuando la estrella se queda sin presión de radiación, el núcleo y las capas exteriores colapsan bajo el peso propio y se precipitan hacia el centro de la estrella.
A medida que la estrella llega al final de la secuencia principal, el ritmo de cambio alcanza una velocidad frenética. Las últimas etapas como generadora de energía que finalizan con el desarrollo de un centro de hierro y níquel, duran solamente días. Con las reservas de energía agotadas, la estrella se transforma en una esfera gaseosa con un denso núcleo de hierro y níquel de tamaño algo menor que el de la Tierra pero con una masa mayor que la del Sol. La densidad de este núcleo es enorme y su material está sometido a presiones gigantescas.
Alrededor de este núcleo denso hay una delgada capa de silicio, envuelto en escudos de elementos más livianos. La estrella completa tiene un diámetro de entre medio centenar de diámetros solares a varios centenares. El núcleo férrico, como se dijo, ya no puede producir energía por fusión, pero debe intentar soportar la gravedad de toda la estrella, pero la fuerza gravitatoria empieza a ser más predominante, haciendo que el núcleo se vaya colapsando. Es aquí que las altas temperaturas y densidades en el núcleo permiten que se fusione el hierro en elementos más pesados, que gracias también a la presión degenerada de los neutrones, los cuales se rigen bajo el principio de exclusión de Pauli; evitan el colapso. Esta es la razón por la que, tras producirse un rebote, toda la materia estelar sale disparada, produciendo una supernova de tipo II.